# Manuel Laguillo
Manuel Laguillo (Madrid, 1953), también conocido como Manolo Laguillo, es un fotógrafo español.
Entre 1970 y 1975 estudió Filosofía y Letras. Se doctora en bellas artes (fotografía) por la Universidad de Barcelona en 1988, siendo desde 1995 catedrático de la misma en la Facultad de Bellas Artes. En 1982, y mediante una beca, pudo profundizar en la técnica de la platinotipia realizando diversas investigaciones. Ha publicado varios libros con contenidos técnicos relativos a la medición de la luz por el sistema de zonas y al empleo de la cámara de gran formato, pero también sobre cuestiones teóricas como la propia finalidad de la fotografía.
El tema más difundido de sus trabajos fotográficos es la ciudad de Barcelona y su entorno, contemplado tanto arquitectónica como urbanísticamente. Su fotografía podría caracterizarse de documentalismo íntimo dotado de poesía. Hay obra suya en el Museo Nacional de Arte de Cataluña, en el MACBA y en el MNCARS. Ha realizado diversas exposiciones y talleres de formación, y también ha sido comisario de varias exposiciones de fotografía.